# La paloma (chanson)
Pour les articles homonymes, voir Paloma.

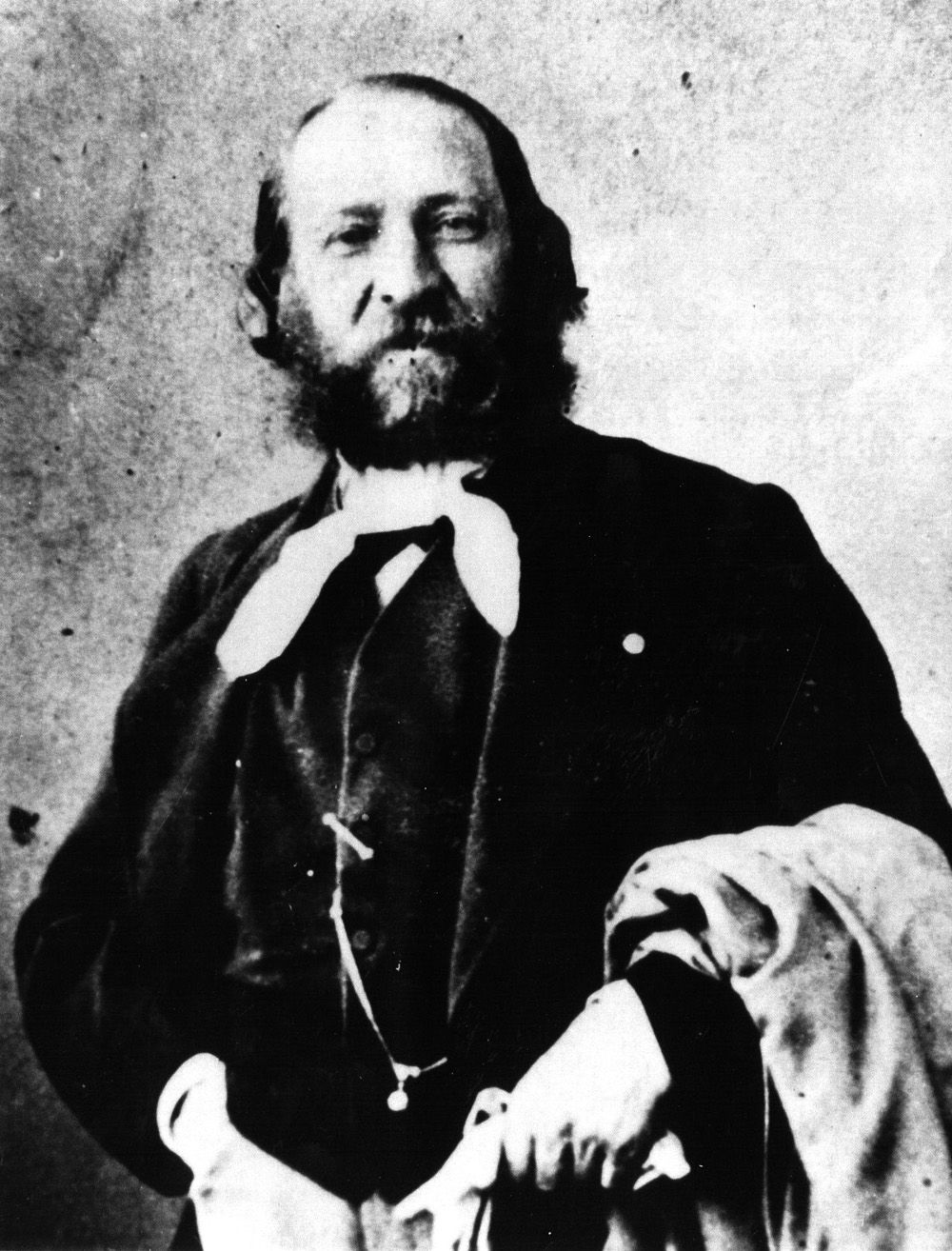
Photographie de Sebastián Iradier

La paloma (en français « la colombe ») est une chanson du compositeur espagnol Sebastián Iradier (1809-1865), créée vers 1863 à la suite d'un séjour à Cuba, alors encore une colonie espagnole.
Cette chanson connaît très rapidement un grand succès international et a été notamment utilisée dans la musique de nombreux films.

## Histoire

### Création (vers 1863)
Sebastián Iradier est originaire de Lanciego dans la province basque d'Alava. Il est l'auteur des paroles et de la musique de La paloma.

Circonstances de la création 
La musique se caractérise par un rythme de habanera.

### La palomaau Mexique
La chanson Adiós, mamá Carlota (es) (« Adieu Maman Charlotte »), composée par le général Vicente Riva Palacio (es), partisan de Benito Juárez (1806-1872), en référence au départ pour l'Europe, le 8 juillet 1866, de Charlotte de Belgique, épouse de l'empereur du Mexique Maximilien, n'est pas une parodie de La Paloma, mais d'un poème d'Ignacio Rodríguez Galván (es), Adiós, Oh Patria mia.
Dans un film de William Dieterle de 1939, Juárez, Maximilien demande avant son exécution à écouter une dernière fois La paloma. Cet épisode n'a aucun fondement historique.

### Succès international
Après la parution en 1863, on a dès 1865 des traductions en France et en Allemagne. Un des premiers enregistrements est réalisé en France par la Garde républicaine en 1899.
Son thème musical est utilisé dans le cinquième mouvement de la Symphonie espagnole d'Édouard Lalo (1874).
Elle est adaptée en anglais sous le titre No More, interprété notamment par Elvis Presley.
À Hawaï, elle est populaire auprès des premiers joueurs de guitare hawaïenne[Quand ?] .
À Zanzibar, c'est une musique qui accompagne les mariages.

### Mireille Mathieu etLa paloma
En 1973, Mireille Mathieu chante une adaptation de La paloma en allemand de Georg Buschor : La Paloma ade, un moment numéro 1 dans les pays germanophones. Elle chante aussi une adaptation en français de Catherine Desage : La Paloma adieu.
En 1974, elle enregistre deux autres versions : une en anglais : La Paloma Good-Bye, et une en espagnol : La Paloma vendrá.
En 2022, elle fait un duo avec le chanteur belge Arno. Cette version figure sur l'album posthume d'Arno Opex[réf. nécessaire].

## Records
Alors que le livre Guinness des records indique que la chanson la plus enregistrée est Yesterday des Beatles (environ 1600 fois), il semble que La paloma l'ait été plus de 2 000 fois. Un chiffre supérieur à 5 000 fois a même été donné.
Elle figure cependant dans le Guinness des records pour avoir été chantée par la plus grande chorale à Hambourg le 9 mai 2004 (88 600 personnes).

## Quelques interprètes
- Marietta Alboni, cantatrice (La paloma estrenada por l'Alboni)
- Hans Albers, acteur et chanteur allemand
- Victoria de los Angeles, cantatrice
- Arno
- Joan Baez (folk)
- George Baker Selection
- Harry Belafonte
- Rosita Serrano
- Carla Bley
- Reda Caire
- Maria Callas, chanteuse d'opéra
- Elvira de Hidalgo, chanteuse d'opéra et professeur
- Miguel Carmelo

- Chubby Checker (Twist)
- Perry Como
- Bing Crosby
- Placido Domingo, ténor
- Connie Francis

- Beniamino Gigli
- Merle Haggard
- Heino
- Bill Haley & His Comets
- John Horton
- Julio Iglesias
- Curd Jürgens
- René Kollo
- Robertino L'Oretti (en 1961)
- Frankie Laine et Michel Legrand
- Jack Lantier
- James Last
- Patricia Lavila
- Eugenia León[9]

- Luis Mariano
- The Melody Four

- Helen Merrill
- Dean Martin
- Mireille Mathieu (La paloma adieu, adaptation par Catherine Desage)
- Tommy McCook (ska)
- Mills Brothers
- Nana Mouskouri
- Los Panchos

- Charlie Parker (jazz)
- Luciano Pavarotti, ténor
- Luis Pérez Meza
- Perez Prado & His Orchestra
- Elvis Presley (No More)
- Freddy Quinn
- Bill Ramsey
- Ivan Rebroff
- Tino Rossi
- Richard Tauber
- Caterina Valente
- Billy Vaughn
- Caetano Veloso

- Ilse Werner
- Klaus Wunderlich

Elle est aussi devenue un standard de l'accordéon et du musette (Yvette Horner, Aimable, Kubiak, etc.), parfois réorchestrée en tango ou en paso doble.

## Dans les films
La Paloma figure de très nombreux films, principalement de langues anglaise et allemande :

### En anglais
- 1930 : Billy le Kid de King Vidor avec Johnny Mack Brown
- 1934 : La Vie privée de Don Juan d'Alexander Korda avec Douglas Fairbanks
- 1939 : Juarez de William Dieterle avec Paul Muni
- 1961 : Sous le ciel bleu de Hawaï de Norman Taurog avec Elvis Presley - Son enregistrement figurait également sur l'album de la bande originale et dans une version "live" réenregistrée pour la version américaine d'Aloha from Hawaii, qui n'a pas été utilisée dans l'émission. Cette version de 1973 a été publiée à l'origine sur l'album budget Mahalo d'Elvis, mais elle figure depuis lors sur plusieurs rééditions de l'album live
- 1978 : La Grande Cuisine de Ted Kotcheff
- 2012 : Cinq ans de réflexion de Nicholas Stoller avec Jason Segel et Emily Blunt

### En allemand
- 1944 : La Paloma[11] de Helmut Käutner avec Hans Albers
- 1959 : La Paloma (en) de Paul Martin[12] avec Louis Armstrong
- 1959 : Freddy, die Gitarre und das Meer (de) de Wolfgang Schleif avec Freddy Quinn
- 1961 : Freddy und der Millionär (de) de Paul May avec Freddy Quinn
- 1974 : La Paloma de Daniel Schmid avec Ingrid Caven et Peter Kern
- 1981 : Le Bateau de Wolfgang Petersen avec Jürgen Prochnow - En arrière-fond, on entend l'enregistrement sur disque de Rosita Serrano
- 1993 : La Maison aux esprits de Bille August
- 2009 : Soul Kitchen de Fatih Akin - on y entend cinq versions de la chanson (trois chantées, une version jazz, une à l'harmonica) ; la chanson fait également partie de la narration ; elle est chantée sous la douche, sifflotée et jouée sur une boîte à musique par le héros ; elle est aussi interprétée à la guitare électrique par un autre personnage[13].

### En italien
- 1960 : Adua et ses compagnes d’Antonio Pietrangeli avec Simone Signoret, Marcello Mastroianni et Emmanuelle Riva
- 1983 : Le Bal d'Ettore Scola

### En français
- 1983 : Mortelle Randonnée de Claude Miller - on entend une interprétation en allemand par Hans Albers (paroles d'Helmut Käutner)